# Ulrico Schmidl
Ulrico Schmidl o Schmidel o  Schmidt (Straubing, Alemania, 1514 – Ratisbona?, Alemania, 1579/1580/1581) fue un soldado lansquenete, viajero y cronista de origen alemán, famoso por la publicación en 1567 de su Verídica descripción.
Sus testimonios adquieren particular valor por provenir de un conquistador no español (que a su vez publica fuera de España) y en especial, por ser una de las primeras crónicas de los habitantes y territorios que él recorrió por muchos años y que luego compondrían los actuales países de Argentina y el Paraguay.
La crítica literaria actual tiende a considerarlo por sus características como un relato de viajes, ya que privilegia la descripción por sobre la narración de los hechos.

## Contenido

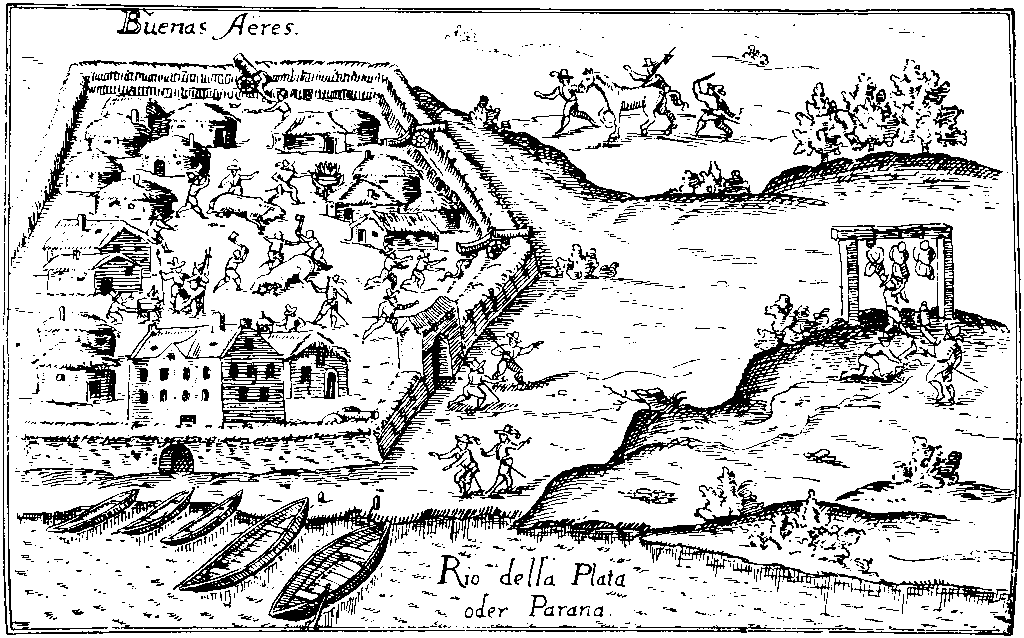
Buenos Aires a poco de fundada; 1536.

Zarpó de Sanlúcar en 1534. hacia el Río de la Plata, integrando la expedición de Pedro de Mendoza. Junto a ella vivió los horrores de la primera fundación de Buenos Aires. Luego durante veinte años recorre lo que él llama “Paraíso de las selvas del Paraguay y el Chaco”, navegando el Río Paraná.  
El permaneció en las Indias desde 1534 hasta 1554 y luego vuelve a Alemania sin nada. La familia de Schmídel era antiquísima en Baviera, y desde 1364 este nombre figura en su historia municipal. Sus antecesores fueron ennoblecidos por Federico III, el padre de Schmídel, que se llamaba Wolfgang, fue tres veces burgomaestre de la ciudad de Straubing, procurador de Azlburg y Augsburg, diputado a la Convención de los Estados en 1506 al final de la guerra de sucesión, y murió en 1511 en Straubing. Ulrico en 1534 se alistó como simple soldado voluntario con el propósito de dirigirse al nuevo mundo, de que se contaban tantas maravillas, al embarcarse en Amberes debía tener por lo menos 25 años, pues hacía 23 que su padre había muerto y en el mismo año llegó a Cádiz, se cree que donde viajo se componía de 14 grandes navíos, con 2500 hombres y 150 soldados de la alta Alemania, flamencos y sajones, armados como arcabuceros y lansquenetes. Tan pronto como llego a el nuevo mundo describio el mismo que por orden del Adelantado, fue muerto a puñaladas por cuatro de sus oficiales, su segundo Juan de Osorio, y su cadáver expuesto en la plaza, publicándose que moría por traidor y que segun ulrico la opinión de los soldados condenó este atentado. En 1535 llegó al Río de la Plata y fue uno de los primitivos fundadores de Buenos Aires y se halló en la batalla de Matanza, en que murió el hermano del adelantado. Luego de un tiempo sólo se hallaron presentes 560 hombres de los 2500 salidos de España. Los demás, dice Schmidel habían muerto, y la mayor parte de hambre, tras esto concurrió a la campaña contra los timbús, que dio por resultado su sometimiento, siendo uno de los fundadores de Corpus Christi, en el Paraná, en 1536-1537 formó parte de la expedición de Ayolas, sucesor de Mendoza, subiendo los ríos Paraná y Paraguay para descubrir nuevas tierras, y fue uno de los fundadores de Asunción, después de asistir a todos los combates que precedieron a este establecimiento. Desde entonces continuó militando bajo la bandera de Domingo Martínez de Irala, luego volvió a Buenos Aires; y enviado a la costa del Brasil formando parte de un convoy en busca de víveres, naufragó a la entrada del Río de la Plata en 1538, presenciando el año 1541 el abandono de la primera población de Buenos Aires, fundada en el Riachuelo. En el Paraguay continuó guerreando por el espacio de cuatro años. Desde 1542 sirvió con el Adelantado Alvar Núñez Cabeza de Vaca, por este tiempo navegó el Paraguay hasta sus nacientes en los Xarayes, penetrando tierra adentro con sus compañeros en busca del país de las Amazonas. En esta expedición dice él que los soldados ganaron 200 ducados. De regreso de ella, Cabeza de Vaca pretendió despojarlos en provecho propio de su botín de guerra, y esto provocó la primera sublevación contra él, en que tomó parte activa Schmídel. Poco después (1544), el Adelantado fue depuesto por un pronunciamiento unánime de «nobles y plebeyos», según la expresión de Schmídel, y aclamado nuevamente Martínez de Irala, En seguimiento de su caudillo cruzó el Chaco, en 1548, hasta el Alto Perú, donde los conquistadores se encontraron en la ciudad de La Plata con los del Perú, Alli llegaron a un lugar en que sólo existía un manantial por cuya posesión los naturales se hacían guerra entre sí. Schmídel fue nombrado centinela y distribuidor del agua por designación expresa de su general. De regreso de esta expedición en 1549, tomó parte en las revueltas intestinas que agitaron al Paraguay, y fue entonces cuando suscribió en San Fernando, el 13 de marzo de 1540, el acta en que por el voto de todos los conquistadores se confirmaba el nombramiento de Irala como gobernador y en la cual se registra la única firma autógrafa que de él se conoce.
El propósito inicial del viaje ("el encuentro del oro o el hallazgo del lugar aurífero de leyenda") se trastoca, y en su relato lo que mueve a los conquistadores pasa a ser la necesidadː "la búsqueda desesperada e imperiosa de alimentos", que "tuerce muchas veces los itinerarios prefijados". Sus compañeros de viaje no se destacan por sus grandes conquistas, sino por haber estado sometidos a calamidades y privaciones de todo tipo.
"El suelo es el gran culpable, el generador constante de escenas que encuentran su lugar en la narración: caminatas fatigosas, navegaciones difíciles, naufragios, hambre."

## Publicación
En 1554 regresó a Straubing, donde heredó el patrimonio de su hermano y se convirtió en concejal. Debió huir de la ciudad por profesar el luteranismo, dirigiéndose a Ratisbona en 1562, donde probablemente murió en 1579.
Su relato apareció por primera vez en 1567, en alemán; en 1599 en latín, en una edición de Levinus Hulsius (1546–1606), y en el mismo año en la séptima parte de los grandes viajes de Teodoro de Bry, tanto en latín como en alemán. De Bry y Hulsius han realizado grabados que ilustran las aventuras de Schmidl.

## Schmidl en las minas de Potosí

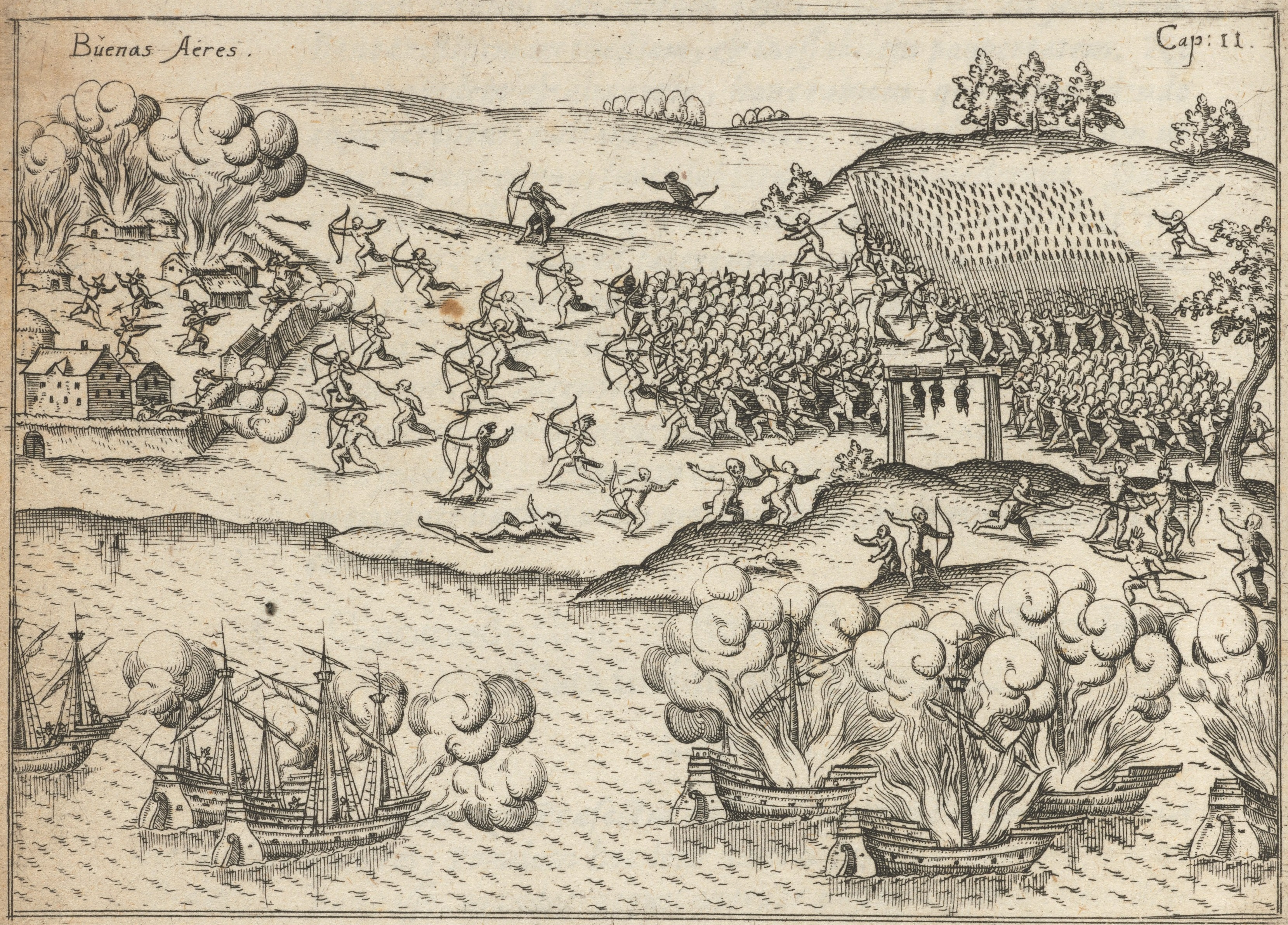
Ilustración de la Vera historia, 1599.

Las minas de Potosí (Bolivia) fueron descubiertas por el indio Diego Huallpa en 1545, posesionándose del Cerro Rico de Potosí cinco españoles: el Capitán Don Diego de Zenteno, Capitán Don Juan de Villarroel, Capitán Don Francisco de Centeno, capitán Don Luís Santandia, maestre de campo, Don Pedro de Cotamito.
Al parecer Schmidl estuvo por Potosí hacia 1547 y testimonia de la siguiente manera su estadía:

Después de lo cual nuestro capitán envió al Perú, al gubernator (gobernador), 4 mensajeros, y uno capitán llamado Nufflo de Schaifess (Ñuflo de Chaves), el otro Unngate (Pedro de Oñate), el tercero Michel Pude (Miguel de Rutia), el cuarto Abai de Korthua (Rui García). Estos 4 compañeros llegaron al Perú en mes y medio, y primero a una ciudad llamada Poduesies (Potosí), en seguida a otra llamada Kuesken (Cuzco) la tercera Bille de le Platte (Chuquisaca) y la cuarta capital llamada Lieme (Lima); estas 4 son las más principales ciudades y más ricas del Perú.

Allá cuando estos 4 mensajeros llegaron a la primera ciudad Poduesis (Potosí) en el Perú, allí se quedaron los 2 llamados Michel Puedt (Miguel de Rutia) y Abaie por causa de debilidad, porque se habían enfermado en el viaje; y los otros dos Nueffle (Chaves) y Ungenade (Oñate) siguieron viaje por la posta y llegaron a Lieme (Lima) a lo del gubernator (gobernador); los recibió pues muy bien y les tomó relación de todo, de como se habían arreglado las cosas en la tierra del Río de le Platta, y mandó después que los alojasen bien y los tratasen lo mejor posible, también les regaló a cada uno 2.000 ducados. Después de esto el gubernator encargó a Nueffle Schaifies (Ñuflo de Chaves) que le escribiese a su capitán, para que se estuviese él con su gente allá entre los marckkaysies hasta nueva orden, pero que no les tomase nada ni hiciese mal, no siendo cosa de comer que hubiese allí; porque nosotros sabíamos muy bien que había rescates de plata entre ellos; pero como eran súbditos y vasallos de un español no nos atrevíamos a perjudicarlos.
Ulrico Schmidl